# Chlorocoma melocrossa
Chlorocoma melocrossa là một loài bướm đêm trong họ Geometridae.